# Robert Darwin
Robert Waring Darwin (FRS) 
(1766-1848) foi um médico inglês, hoje é mais conhecido como o pai do naturalista Charles Darwin. Ele era um membro da influente família Darwin-Wedgwood.

## Biografia
Darwin nasceu em Lichfield , filho de Erasmus Darwin e sua primeira esposa, Mary Howard. Ele foi nomeado após seu tio, Robert Waring Darwin de Elston (1724-1816), um solteiro. Sua mãe morreu em 1770 e Mary Parker, a governanta contratada para cuidar dele, tornou-se amante de seu pai e deu à luz Erasmo duas filhas ilegítimas.

## Contribuições Científicas
Robert Darwin forneceu a primeira evidência empírica de que pequenos movimentos oculares são feitos mesmo quando as pessoas tentam mantê-los fixos. Isso ele descobriu durante seus estudos das pós - imagens de estímulos coloridos nos quais ele notou que enquanto uma pessoa tentava fixar um círculo colorido, uma borda lúcida aparecia no plano de fundo de papel branco adjacente. Ele concluiu "como pela instabilidade do olho uma parte da retina fatigada cai sobre o papel branco".

## Família
Em 18 de abril de 1796, ele se casou com Susannah Wedgwood , filha do fabricante de cerâmica Josiah Wedgwood , em St. Marylebone, Middlesex (agora parte de Londres ), e tiveram seis filhos:
- Marianne Darwin (1798–1858) casou-se com Henry Parker (1788–1858) em 1824.
- Caroline Sarah Darwin (1800-1888) casou com seu primo Josiah Wedgwood III
- Susan Elizabeth Darwin (1803–1866), solteira.
- Erasmus Alvey Darwin (1804–1881)
- Charles Darwin(1809-1882), casado com Emma Wedgwood, sua prima, tiveram 10 filhos.
- Emily Catherine Darwin (1810–1866), casada em 1863, clériga de Charles Langton e viúva de sua prima Charlotte Wedgwood.

Ele, sua esposa e sua filha Susan estão enterrados na igreja de St. Chad, em Montford, perto de Shrewsbury .